# Corypha taliera
Corypha taliera är en enhjärtbladig växtart som beskrevs av William Roxburgh. Corypha taliera ingår i släktet Corypha och familjen Arecaceae. Inga underarter finns listade i Catalogue of Life.